# Badminton bei den Militärweltspielen
Badminton gehört bei den Militärweltspielen zu den Sportarten, die nicht ständig im Programm der Spiele waren. 2019 stand Badminton erstmals im Veranstaltungsplan. Es wurden Sieger und Platzierte in fünf Einzelwettbewerben und dem Herrenteam ermittelt.

## Die Sieger
| Saison    | Herreneinzel   | Dameneinzel    | Herrendoppel        | Damendoppel      | Mixed                    | Herrenteam     |
| --------- | -------------- | -------------- | ------------------- | ---------------- | ------------------------ | -------------- |
| 1995 2015 | ohne Badminton | ohne Badminton | ohne Badminton      | ohne Badminton   | ohne Badminton           | ohne Badminton |
| 2019      | Heo Kwang-hee  | Zhang Yiman    | Zhang Nan Tan Qiang | Li Yinhui Du Yue | Wang Yilu Huang Dongping | China          |